# Châteauroux Classic de l'Indre 2007
La 4e édition de la Châteauroux Classic de l'Indre a eu lieu le 26 août 2007. La course est inscrite au calendrier de l'UCI Europe Tour 2007 dans la catégorie 1.1. C'est la 13e épreuve de la Coupe de France 2007.

## Classement final
|    | Coureur             | Pays      | Équipe                |    | Temps           |
| -- | ------------------- | --------- | --------------------- | -- | --------------- |
| 1  | Christopher Sutton  | Australie | Cofidis               | en | 4 h 26 min 56 s |
| 2  | Aurélien Clerc      | Suisse    | Bouygues Télécom      |    | m.t.            |
| 3  | Stefan van Dijk     | Pays-Bas  | Wiesenhof-Felt        |    | m.t.            |
| 4  | Romain Feillu       | France    | Agritubel             |    | m.t.            |
| 5  | Sébastien Chavanel  | France    | La Française des Jeux |    | m.t.            |
| 6  | Stéphane Bonsergent | France    | Bretagne-Armor Lux    |    | m.t.            |
| 7  | Lloyd Mondory       | France    | AG2R Prévoyance       |    | m.t.            |
| 8  | André Schulze       | Allemagne | Wiesenhof-Felt        |    | m.t.            |
| 9  | Takashi Miyazawa    | Japon     | Nippo Corporation     |    | m.t.            |
| 10 | José Joaquín Rojas  | Espagne   | Caisse d'épargne      |    | m.t.            |